# Cerastipsocini
Cerastipsocini (лат.) — триба сеноедов из семейства древесных вшей (Psocidae).

## Описание
Длина переднего крыла не менее 5 мм. Усики значительно длиннее крыльев. Дорсальные створки яйцеклада широкие, без апикального выроста, наружные створки сильно поперечные, удлинённо-овальные.

## Таксономия
Обычно представителей рассматривают в составе подсемейства Psocinae, однако некоторые исследователи выделяют их в самостоятельное подсемейство — Cerastipsocinae. В состав трибы включают 17 родов:
- Cerastipsocus
- Cervopsocus
- Clematoscenea
- Dactylopsocus
- Dinopsocus
- Eremopsocus
- Ghesquierella
- Longivalvus
- Lubricus
- Neopsocus
- Podopterocus
- Pogonopsocus
- Propsococerastis
- Pseudoclematus
- Psococerastis
- Setopsocus
- Sundapsocus